# تسعة غرباء تماما (مسلسل)

تسعة غرباء تماما (بالإنجليزية: Nine Perfect Strangers) مسلسل تلفزيوني دراما وغموض وإثارة أمريكي  مبني على رواية عام 2018 التي تحمل نفس العنوان من للمؤلف ليان موريارتي. المسلسل من أعمال ديفيد إي كيلي الذي طور المسلسل بمساعدة جون هنري بتروورث. المسلسل من بطولة نيكول كيدمان ومايكل شانون، ويروي قصة تسعة من سكان المدينة المرهقين في منتجع للصحة والعافية يعد بالشفاء والتحول، ومديرة المنتجع امرأة في مهمة لتنشيط عقولهم وأجسادهم المتعبة.
عرض المسلسل لأول مرة في 18 أغسطس 2021، على منصة هولو.

## طاقم التمثيل
نيكول كيدمان: في دور ماشا دميتريشينكو، مؤسسة منتجع «ترانكيليام هاوس».
ميليسا مكارثي: في دور فرانسيس ويلتي، روائية تحاول ضبط حياتها المهنية والشخصية.
مايكل شانون: في دور نابليون ماركوني، زوج هيذر ووالد زوي، مدرس في مدرسة ثانوية يعيش فترة حزن على وفاة ابنه.
ليوم ايفانز: في دور لارس لي، وهو رجل يأتي إلى المنتجع بأجندة خفية.
سمارا ويفينج: في دور جيسيكا تشاندلر، شخصية مؤثرة على وسائل التواصل الاجتماعي وزوجة بن.
آشر كيدي: في دور هيذر ماركوني، زوجة نابليون ووالدة زوي، في حداد على وفاة ابنها.
ملفين جريج: في دور بن تشاندلر، زوج جيسيكا الثري الفائز باليانصيب.
تيفاني بون: في دور دليلة، موظفة مخلصة في منتجع «ترانكيليام هاوس».
ماني جاسينتو: في دور ياو، اليد اليمنى لماشا في «ترانكيليام هاوس».
غريس فان باتن: في دور زوي ماركوني، ابنة نابليون وهيذر، وحزينة على وفاة شقيقها التوأم.
زوي تيراكس: في دور جلوري، موظف في «ترانكيليام هاوس».
ريجينا هول: في دور كارمل شنايدر، أم عزباء تركها زوجها من أجل امرأة أصغر سنًا.
بوبي كانافال: في دور توني هوغبيرن، كان يعاني من إدمان المخدرات.

## أحداث المسلسل
هل يمكن أن تغير عشرة أيام في منتجع صحي الإنسان إلى الأبد؟ هؤلاء الغرباء التسعة على وشك اكتشاف ذلك. يجتمع تسعة أشخاص في منتجع للصحة والعافية يطلق عليه اسم «ترانكيليام هاوس»، وتقوم على إدارته السيدة ماشا دميتريشينكو (نيكول كيدمان) وهي من أسس المنتجع، ويعاونها الشاب الفلبيني ياو (ماني جاسينتو). البعض هناك لإنقاص الوزن، والبعض هناك لإعادة تنشيط حياته، والبعض الآخر هناك لأسباب لا يمكنهم حتى الاعتراف بها لأنفسهم. وسط كل الرفاهية والتدليل واليقظة والتأمل، يعرفون أن هذه الأيام العشرة قد تنطوي على بعض العمل الحقيقي. لكن لا أحد منهم يمكن أن يتخيل مدى التحدي الذي ستكون عليه الأيام العشرة، وهل يمكن لأياً منهم احتمال البقاء طويلاً في غرفة بها تسعة أشخاص لا يعرفهم؟ الضيوف على وشك اكتشاف العديد من الأسرار عن بعضهم البعض وعن مضيفة المنتجع ماشا.

## حلقات المسلسل
أعمال الفوضى العشوائية Random Acts of Mayhem
الطريق الحرج The Critical Path
يوم الأرض Earth Day
عالم جديد شجاع Brave New World
استسلام حلو Sweet Surrender
عرق الأم Motherlode
العجلات على الحافلة Wheels on the Bus
إلى الأبد Ever After

## الإنتاج
أعلنت شركة هولو في 1 مايو 2019 بدأ إنتاجها لمسلسل «تسعة غرباء تماما»، وقام ديفيد إي كيلي بمساعدة جون هنري بتروورث بتطوير وتنفيذ إنتاج المسلسل، وكان من المقرر عرض المسلسل لأول مرة في عام 2021، وفي 29 يوليو 2020، تم الإعلان عن تعيين جوناثان ليفين لإخراج جميع الحلقات الثمانية من المسلسل المحدود بالإضافة إلى العمل كمنتج تنفيذي، بينما انضم إيف بيلانجر كمصور سينمائي.
تم طرح إعلان المسلسل الأولي، وأفيد أن نيكول كيدمان سوف تلعب دور البطولة، بالإضافة إلى إعلان إنتاجها التنفيذي، انضمت ميليسا مكارثي أيضًا إلى فريق التمثيل في دور البطولة في 27 مايو 2020، وانضم ماني جاسينتو إلى فريق التمثيل الرئيسي في يونيو 2020، تم اختيار آشر كيدي وليوك إيفانز في أدوار البطولة. انضم في يوليو 2020 كل من ملفين جريج وسمارا ويفينج وغريس فان باتين وتيفاني بون ومايكل شانون إلى فريق التمثيل الرئيسي، وفي أغسطس 2020، أنضم إلى أدوار البطولة رجينا هول وبوبي كانافل. انضم هال كومبستون إلى فريق التمثيل في 22 أكتوبر 2020، وأنضم زوي تيراكس في 19 نوفمبر 2020.
أعلن إيفانز في 8 يوليو 2020، أن التصوير سيتم في أستراليا. وكشف أيضًا أن جميع الجهات الفاعلة طُلب منها الحجر الصحي لمدة أربعة عشر يومًا في مدينة الوصول في أستراليا، بسبب اللوائح التي فرضتها الحكومة الأسترالية ردًا على جائحة كوفد 19، علاوة على ذلك، كان مطلوبًا من جميع الممثلين أن يتم اختبارهم أثناء الحجر الصحي قبل أن يبدأ التصوير. بدأ التصوير الرئيسي في 10 أغسطس 2020، في خليج بايرون، نيو ساوث ويلز، وفي 21 ديسمبر 2020 أعلنت كيدمان أن التصوير انتهى. التقت كيدمان بمعظم الممثلين التسعة الآخرين عند تصوير مشهدهم الأول معًا، وظلت في شخصية بطلة المسلسل «ماشا» أثناء فترة الإنتاج.

## إصدار المسلسل واستقباله
أصدرت شركة هولو أول نظرة دعائية للمسلسل خلال حفل توزيع جوائز الأوسكار رقم 93 الذي تم بثه على قناة (ABC) في 25 أبريل 2021. تم عرض المسلسل لأول مرة على «هولو» في 18 أغسطس 2021، مع إصدار الحلقات الثلاث الأولى دفعة واحدة، وتم إصدار حلقة جديدة أسبوعيًا بعد ذلك، ومن المقرر أن يتم إصدار آخر حلقات المسلسل في 22 سبتمبر 2021، وخارج الولايات المتحدة والصين، تم إصدار المسلسل على أمازون برايم فيديو.
منح موقع الطماطم الفاسدة المسلسل تقييماً مقداره 61% بناءاً على آراء 95 ناقداً سينمائياً، وكتب إجماع نقاد الموقع: «قد يفسد الغموض المتعرج تأثيره، لكن الأداء القوي من مجموعة انتقائية يعني أن» تسعة غرباء تماماً«ليسوا أقل من يمكن مشاهدته».
منح موقع ميتاكريتيك المسلسل تقييماً مقداره 53% بناءاً على آراء 32 ناقداً سينمائياً.
تأكد في 24 أغسطس 2021، أن العرض الأول للمسلسل هو أكثر حلقات هولو الأصلية مشاهدة على الإطلاق.

## وصلات خارجية
https://www.imdb.com/title/tt8760932/ تسعة غرباء تماما (مسلسل)
https://embed.letterboxd.com/film/nine-perfect-strangers/ تسعة غرباء تماما (مسلسل)
https://www.filmaffinity.com/us/film552344.html تسعة غرباء تماما (مسلسل)
https://www.hulu.com/series/nine-perfect-strangers-2be55e1a-4c31-4af6-aa25-e5c85528b73a تسعة غرباء تماما (مسلسل)